# Isopaches alboviridis
Isopaches alboviridis là một loài rêu trong họ Anastrophyllaceae. Loài này được R.M. Schust. Schljakov mô tả khoa học đầu tiên năm 1979.